# Аксай-Чин
35° пн. ш. 79° сх. д. / 35° пн. ш. 79° сх. д.
Аксай-Чин (кит. трад. 阿克賽欽, спр. 阿克赛钦, піньїнь Ākèsàiqīn, уйг. ак сай, гінді अकसाई चिन, урду اکسائی چن) — регіон, розташованих на кордоні Китаю, Пакистану та Індії. Має площу 42 685 км ² (близько 20% всієї території штату Джамму й Кашмір). Територія управляється Китаєм, але оскаржується Індією. Аксай-Чин є однією з двох провідних територіальних суперечок між Індією і Китаєм, друга спірна територія — штат Аруначал-Прадеш.

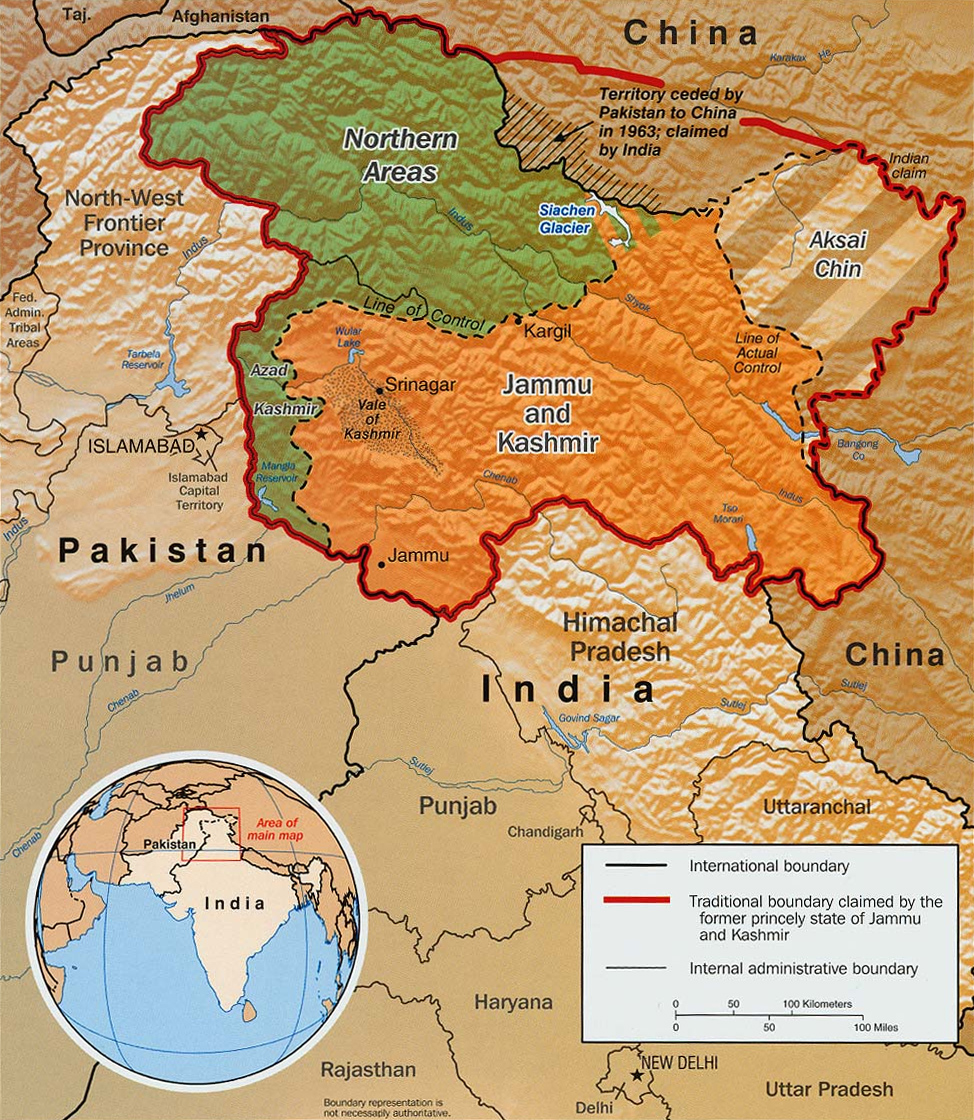
Мапа Кашміру. Зеленим зазначені терени, зайняті Пакистаном. Темно-коричневим — під контролем Індії Джамму і Кашмір, білим — Аксай-Чин, зайняті Китаєм

Аксай-Чин (дослівно перекладається з уйгурської: Ак — білий, Сай — струмок. Чин — пасмо) — велика високогірна соляна пустеля, яка розташована на висоті до 5 тис. м. Географічно є частиною Тибетського плато. Місцевих мешканців в районі практично немає, як і постійних поселень. Опадів випадає мало, оскільки навколишні гори перешкоджають руху повітряних мас, утворюючи дощовий сутінок.
Історично Аксай-Чин був частиною гімалайського королівства Ладакх місцевої династії Намгьял до XIX сторіччя коли був анексований народом догра і туземним князівством Кашмір у XIX столітті. Після увійшов до складу Британської Індії — 24 березня 1914 р..

## Стратегічне значення

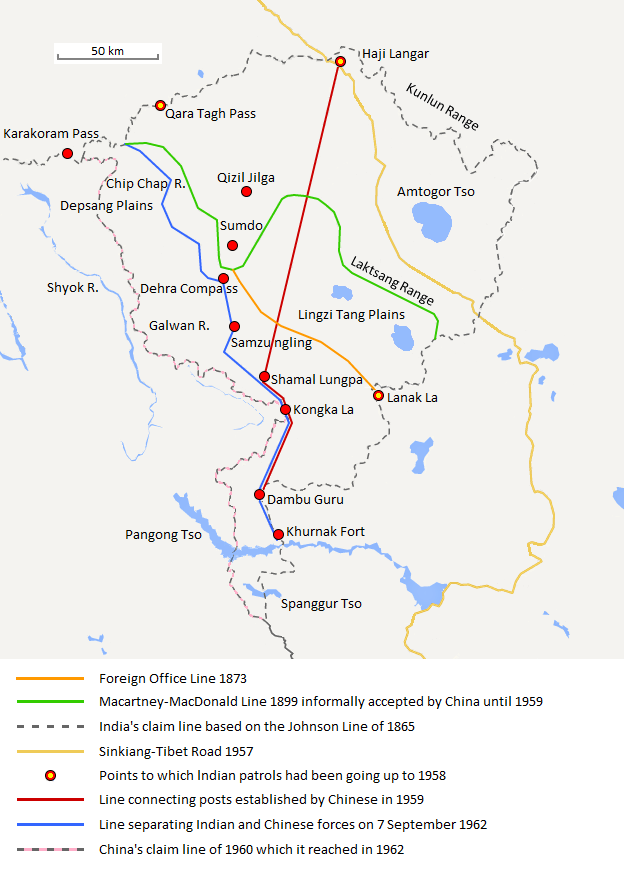
Історичні пропозиції облаштування кордонів

Одна з головних причин початку Китайсько-Індійської війни 1962 року  — виявлення Китайського Національного шосе 219 Індією, яке Китай побудував через Аксай-Чин, через спірні згідно з лінією Макмагона не визнанні Китаєм, території. Китайське національне шосе 219, що сполучає Тибетський автономний район і Сіньцзян, проходить через крихітний пост Тяньшуйхай (4,850 м над р. м.) в Аксай-Чин, який має стратегічну важливість для Китаю. Більша частина дороги розташована вище 4 тис. м. Попри те що цей регіон практично непридатний для життя і не має ресурсів, саме через це шосе він важливий для Китаю. Будівництво дороги розпочалося в 1951 р., і завершено в 1957 р.. Ця дорога є лише однією з причин китайсько-індійської війни.

## Модель ландшафту з Google Earth
У червні 2006, на супутниковому знімку Google Earth виявили модель ландшафту східної частини Аксай-Чину і прилеглих районів Тибету в масштабі 500:1, побудовану за 35 км на південний захід від міста Їньчуань, столиці Нінся-Хуейського автономного району. Координати моделі: 38°16′ пн. ш. 105°57′ сх. д. / 38.267° пн. ш. 105.950° сх. д.
Візуальне порівняння з ландшафтом Аксай-Чину виявляє відмінну подібність. Модель розміром 900 м × 700 м була оточена допоміжними будівлями, вантажівками і спостережними постами. Оскільки моделювання ландшафту використовується для військових навчань, з'явилися різні версії щодо призначення даного об'єкта:
- тренувальний полігон для безпілотних літальних апаратів для відпрацювання траєкторій бомбометання і схем розсіювання
- модель для вивчення схем розсіювання хімічної або біологічної зброї
- танковий полігон
- модель для моделювання водозбірних басейнів, побудована з метою кліматологічних досліджень.

За твердженням місцевої влади модель є танкових полігоном, який побудований в 1998-99 роках.